# Цилиндар (мотор)
Код окретног мотора, цилиндар је простор у коме се креће клип.
Унутрашња површина цилиндра формирана је или од танке металне облоге (која се такође назива „чахура”) или површинског премаза нанетог на блок мотора. Клип је смјештен у сваком цилиндру са неколико металних клипних прстенова, који такође пружају бртве за сабијање и уље за подмазивање. Клипни прстенови заправо не додирују стијенке цилиндара, већ се возе на танком слоју мазива. 

## Парне машине
Цилиндар у парном мотору је направљен са притиском са крајњим навлакама и клипом; вентил дистрибуира паре на крајеве цилиндра. Цилиндри су ливени у ливеном гвожђу, а касније и у челику. Одливање цилиндра може да садржи и друге карактеристике као што су отвори вентила и носачи за монтажу. 

## Мотори са унутрашњим сагоријевањем
Цилиндар је простор кроз који клип путује, покретан енергијом која настаје изгарањем смјеше ваздуха и горива у комори за сагоријевање.
Код мотора са ваздушним хлађењем, зидови цилиндара су изложени протоку ваздуха, како би се обезбиједила примарна метода хлађења мотора. Већина мотора са ваздушним хлађењем имају пераје за хлађење на цилиндрима, а сваки цилиндар има посебан кофер како би се максимизирала површина која је доступна за хлађење. 
Код мотора код мотоцикла „мотор са повратним цилиндром“ је мјесто гдје су отвори за усисавање на предњој страни сваког цилиндра, а издувни отвори на задњој страни сваког цилиндра.

### Облоге / чахуре цилиндра
Облоге цилиндара (познате и као рукави) су танки метални дијелови у облику цилиндра који су убачени у блок мотора да би формирали унутрашњу стијенку цилиндра. Алтернативно, мотор може бити без рукава, гдје су зидови цилиндра формирани од стране блока мотора са превлаком отпорном на хабање, као што су никасил или плазма-распршене бушотине. 
Током употребе, облога цилиндра је подложна хабању усљед дјеловања трљања клипних прстенова и сукње клипа. То трошење минимизирано је танким уљним филмом који прекрива стијенке цилиндара, као и слојем глазуре који се природно формира приликом покретања мотора. 
На неким моторима облога цилиндра је заменљива, у случају да се истроши или оштети. На моторима без заменљивих чахура, цилиндар се понекад може поправити провртањем постојећег слоја како би се добила нова глатка и округла површина (мада је пречник цилиндра мало повећан). Друга техника поправке је „улијевање“ цилиндра - провртање и постављање чахуре у додатни простор који је створен од бушења. 
Већина мотора користи „суве облоге“, при чему је облог окружен блоком мотора и не ступа у контакт са расхладном течношћу. Међутим, цилиндри са „мокрим облогама“ користе се у неким моторима са воденим хлађењем, посебно француског дизајна. Влажне облоге се формирају одвојено од главног одливака, тако да расхладна течност слободно тече око њихових споља. Предност влажних облога је боље хлађење и равномјернија расподјела температуре, међутим овај дизајн смањује крутост мотора. 